# Flex-Able Leftovers
 (janvier 2015).
Si vous disposez d'ouvrages ou d'articles de référence ou si vous connaissez des sites web de qualité traitant du thème abordé ici, merci de compléter l'article en donnant les références utiles à sa vérifiabilité et en les liant à la section « Notes et références ».
Flex-Able Leftovers est une édition limitée de vinyle Flex-Able de l'artiste Steve Vai sorti en 1984,.
Il contient des pistes inédites et a été produit en 1984 en deux versions :
- La seconde avec un artwork différent (1000 exemplaires) de Akachic Records.

## Piste des morceaux

### Face A
1. You Didn't Break It (Bob Harris, Suzannah Harris) – 4:14
2. Bledsoe Bluvd – 4:22
3. The Beast of Love (Joe Kearney) – 3:29
4. Burnin' Down the Mountain – 4:22

### Face B
1. So Happy (Vai, Laurel Fishman) – 2:43
2. Details at 10 – 5:57
3. Little Pieces of Seaweed (Vai, Larry Kutcher) – 5:12
4. Chronic Insomnia – 2:00